# Koninklijk Warmbloed Paard Nederland
Het Koninklijk Warmbloed Paard Nederland of KWPN-paard is het paard dat door het gelijknamige stamboek wordt goedgekeurd en ingeschreven. Zoals wel meer warmbloedfokprogramma's in Europa en de Verenigde Staten hanteert het KWPN een 'open' stamboek. Hierdoor zijn er nauwelijks specifieke kenmerken te omschrijven qua exterieur en karakter. Het KWPN is geen oud paardenras maar een modern type warmbloedpaard dat speciaal gefokt wordt om te kunnen presteren in de top van de hedendaagse paardensport.

## Geschiedenis
Paardenstamboeken bestaan in Nederland sinds 1887. Vanaf die tijd werden veulens in regionale stamboeken ingeschreven. Na steeds meer fusies ontstond in 1970 uiteindelijk het 'Warmbloed Paardenstamboek' in Nederland. In 1988 verkreeg dit stamboek het predicaat Koninklijk. 
Stamvaders van het Nederlands warmbloedpaard zijn afkomstig uit het fokmateriaal van de Nederlandse paardenrassen de Gelderlander en de Groninger dat werd veredeld met Engels volbloed en ingekruist met geschikte Duitse en Franse rijpaardtypes. Er is een strenge selectie voor de hengsten, steeds met het doel de kwaliteit van het paard te verbeteren en aan te passen aan de hoogste eisen die in de topsport gesteld worden. Men onderscheidde vroeger drie fokrichtingen: rijpaarden, tuigpaarden en het Gelders paard. Sinds 2006 zijn de rijpaarden onderverdeeld en zijn er in totaal vier richtingen: paarden voor dressuur, springen, tuigpaarden en het Gelders paard. 
De fokkerij van dit sportpaard in Nederland is zeer succesvol gebleken getuige de talloze prijzen die behaald werden bij internationale wedstrijden en de waardering die het ras uit het buitenland ondervindt.

## Afbeeldingen

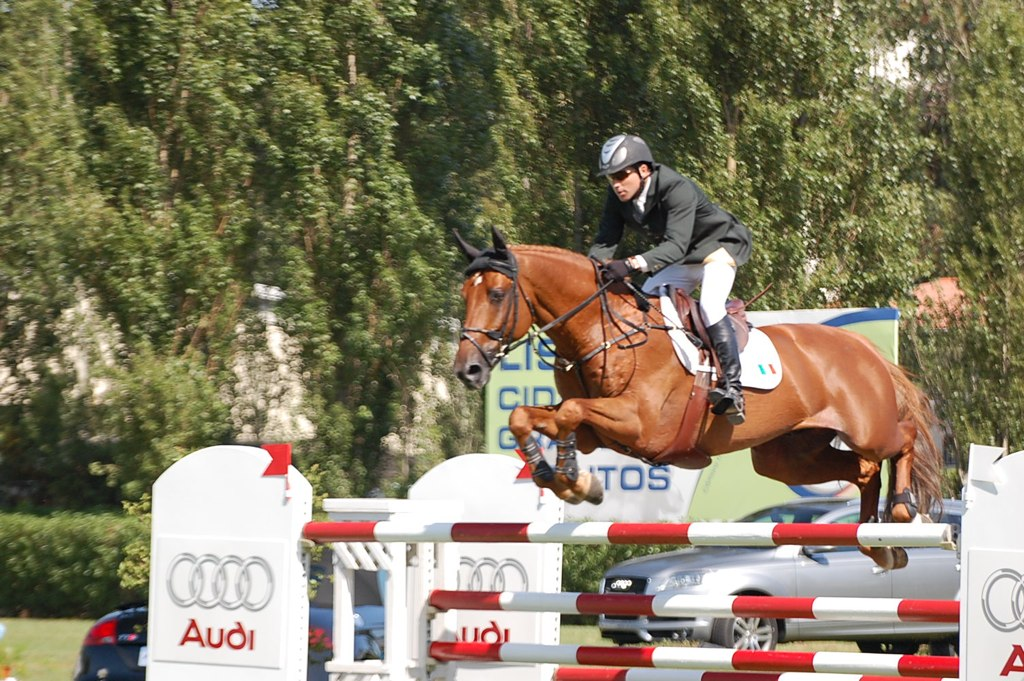
Ali Wolff met Lanoo
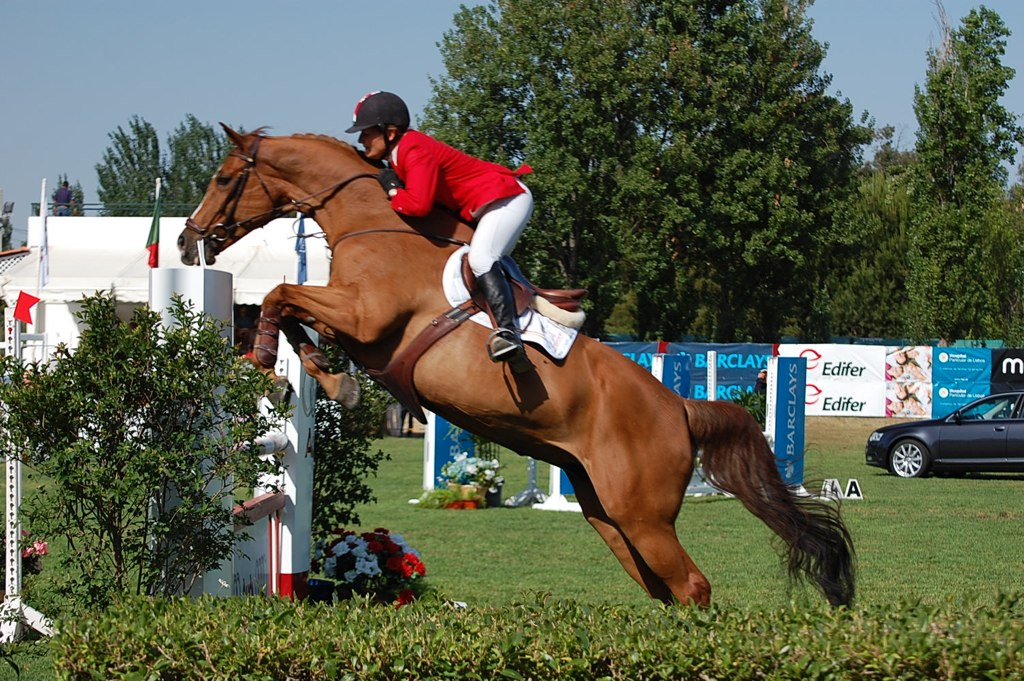
Ali Wolff met Lanoo
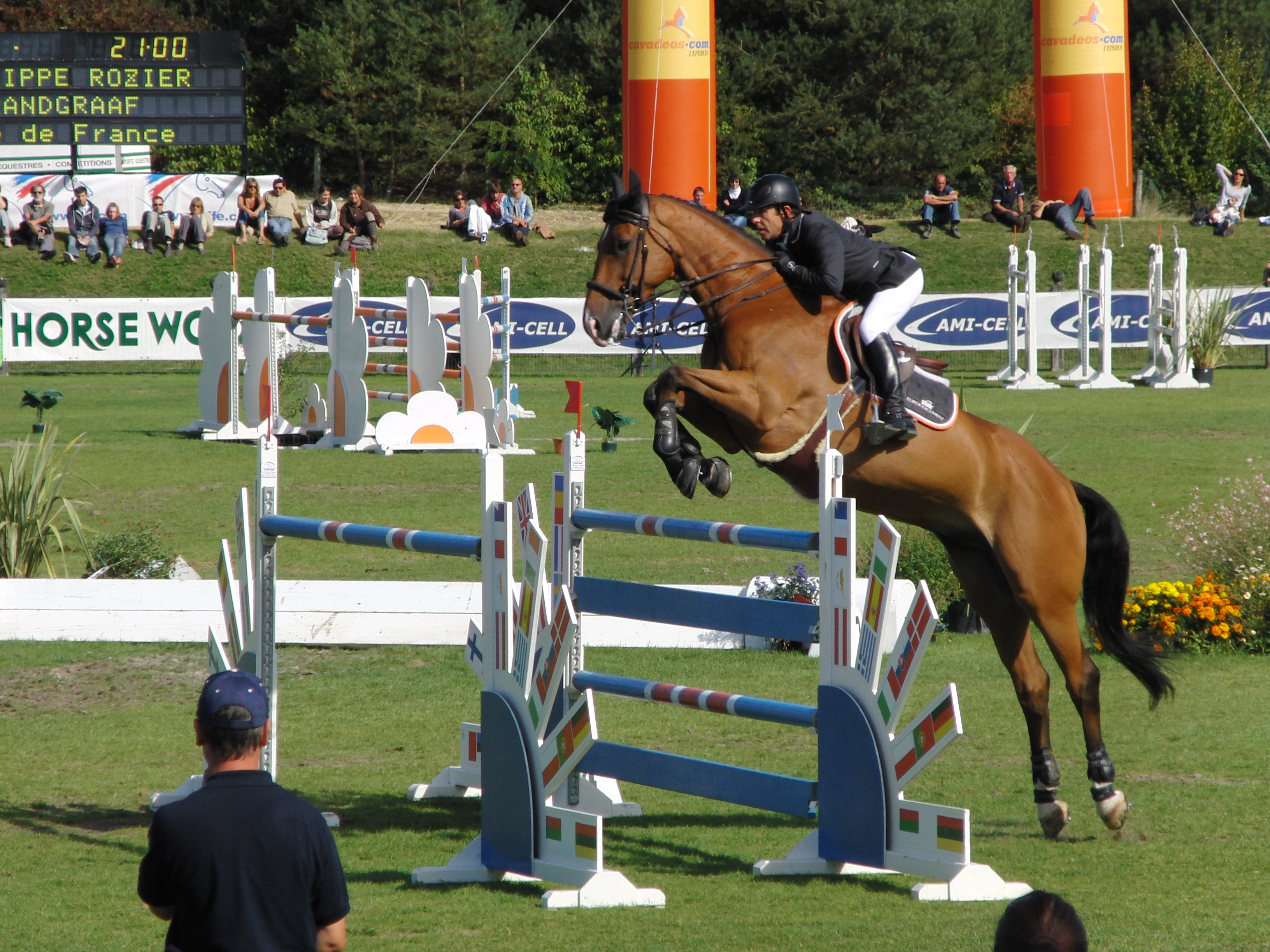
Philippe Rozier met Randgraaf
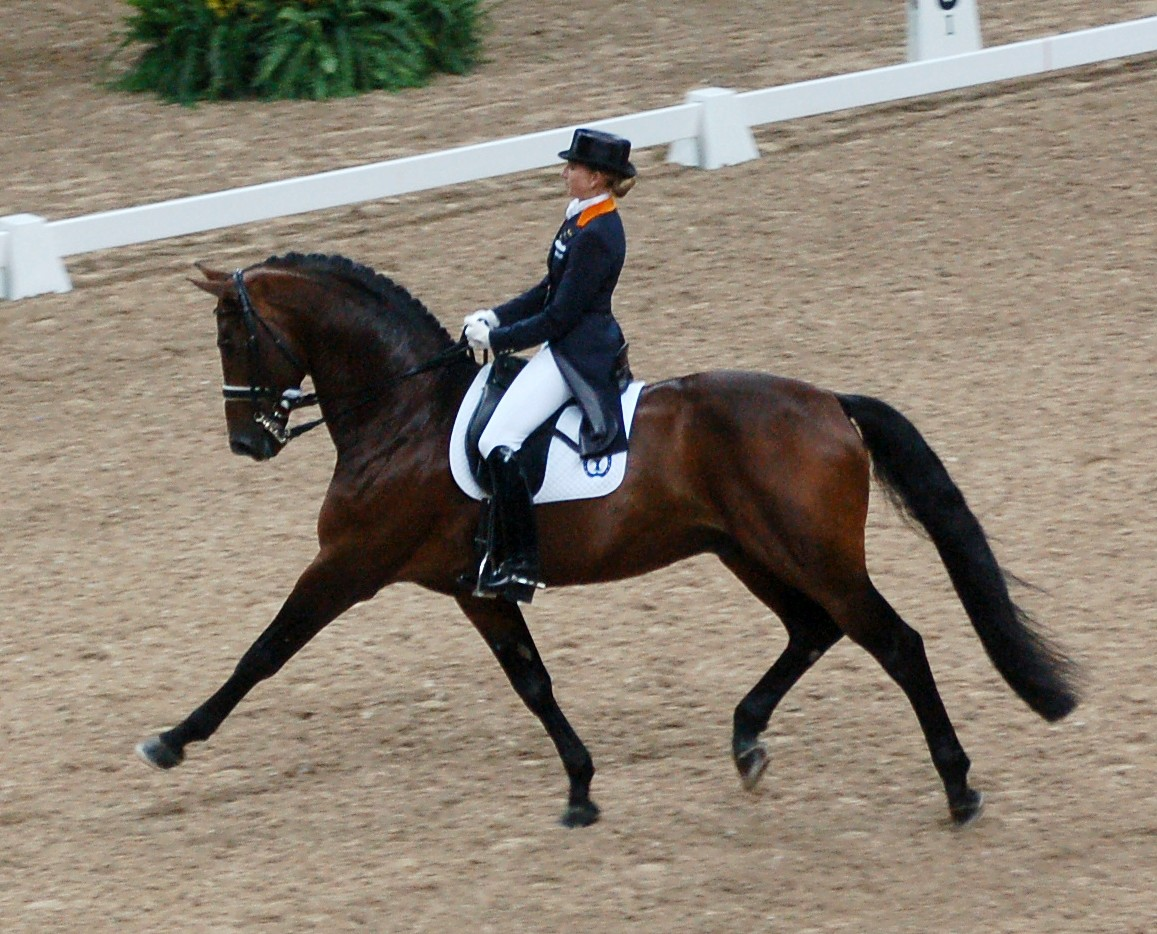
Marlies van Baalen met Kigali